# 天ノ下町
天ノ下町（天ノ下町）は、兵庫県神戸市垂水区の町名。郵便番号は655-0029。

## 地理
垂水区南部の西垂水地区（旧西垂水村）に位置する。東は陸ノ町、北は旭が丘、南は神田町、西は五色山に接する。

## 交通

### バス
- 山陽バス
- 神戸市バス